# Key-User
Der Begriff Key-User wird im Zuge der Softwareeinführung (z. B. ERP-Systeme) bzw. im IT-Support genutzt. Der Key-User selbst ist ein Mitarbeiter des Unternehmens, das die Software einführt und gegebenenfalls im Anschluss fachlich betreut. Übernimmt der Key-User die fachliche Betreuung im Betrieb, stellt er damit zumindest den 1st Level Support (first-line support) gemäß ITIL dar.
Der Key-User ist jener Anwender, der sich in seinem Bereich auf die dort eingesetzte Software bzw. entsprechende Software-Module spezialisiert. Ein Key-User unterstützt den Ausbau und die Integrationstiefe und vertritt die fachlichen Interessen des Fachbereiches im Projektteam. Er ist zudem Ansprechpartner für die Kollegen in der eigenen Abteilung, den Software-Anbieter und die Projektleiter. Ein Key-User kann eigenverantwortlich erforderliche Schulungen für seine Kollegen durchführen.